# داربي ستانشفيلد
داربي ستانشفيلد (بالإنجليزية: Darby Stanchfield)‏ مواليد 29 أبريل 1971 في ألاسكا، الولايات المتحدة، هي ممثلة أمريكية بدأت مسيرتها الفنية عام 2000.

## الحياة الشخصية
ستانشفيلد ولدت وترعرعت في كودياك في ألاسكا، حيث كان والدها تاجرا صيادا. انتقلت فيما بعد إلى ميناء الهولندية في جزر ألوتيان، وأخيراً ميرسير آيلاند، واشنطن، بالقرب من سياتل. حضرت جامعة ساوند، تخرجت في عام 1993 مع شهادة البكالوريوس في الاتصالات تخصص ثانوي في المسرح. تخرجت من مسرح كونسرفتوار في سان فرانسيسكو

## وصلات خارجية
- الموقع الإلكتروني
- داربي ستانشفيلد على موقع IMDb (الإنجليزية)
- داربي ستانشفيلد على موقع ألو سيني (الفرنسية)
- داربي ستانشفيلد على موقع أول موفي (الإنجليزية)
- داربي ستانشفيلد على موقع قاعدة بيانات الأفلام السويدية (السويدية)
- داربي ستانشفيلد على موقع قاعدة بيانات الفيلم (الإنجليزية)
- داربي ستانشفيلد على موقع كينوبويسك (الروسية)